# لیونیداس
لیونیداس (انگلیسی: Leonidas) شرکت صنایع غذایی بلژیکی است، که در سال ۱۹۱۳ تأسیس شد.